# Clay Thompson
Clay Thompson (nacido el 4 de mayo de 1992) es un tenista profesional de Estados Unidos, nacido en la ciudad de Venice Beach.

## Carrera
Su mejor ranking individual es el N.º 453 alcanzado el 18 de enero de 2016, mientras que en dobles logró la posición 1073 el 27 de julio de 2015.
No ha logrado hasta el momento títulos de la categoría ATP ni de la ATP Challenger Tour.